# Roel Walda
Roel Walda (Ureterp, 18 augustus 1897 – Heerenveen, 21 september 1983) was een Nederlands politicus van de PvdA.
Hij werd geboren als zoon van Lieuwe Walda (1875-1951; arbeider) en Elizabeth Catharina Casemier (1877-1965). Rond 1920 verhuisde hij naar Hindeloopen waar hij een badhotel exploiteerde maar ook wethouder was. Hij was actief in het verzet en moest in 1942 onderduiken. Het laatste half jaar van de oorlog zat hij in de staf van de Friese afdeling van de Nederlandse Binnenlandse Strijdkrachten.
Walda werd in juni 1945 de waarnemend burgemeester van Ameland en later dat jaar volgde zijn benoeming tot burgemeester aldaar. Vanaf 1955 was hij de burgemeester van Idaarderadeel. Walda ging daar in 1962 met pensioen en in 1983 overleed hij op 86-jarige leeftijd.